# Vývoj hvězd

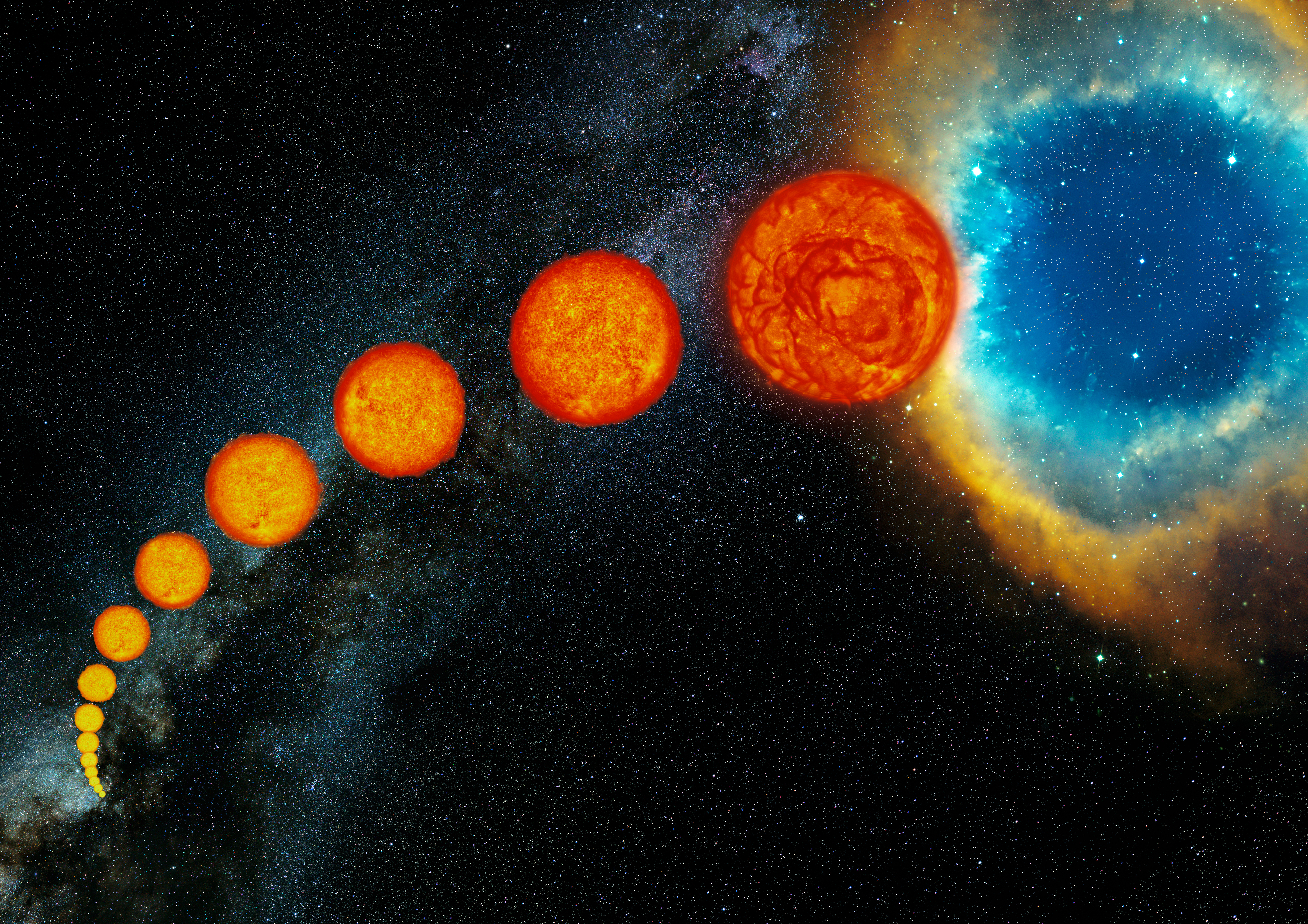
Životní cyklus Slunci podobné hvězdy

Vývoj hvězd je proces, během kterého hvězda za dobu své existence projde řadou radikálních změn. Průběh vývoje hvězdy a doba jeho trvání závisí na její počáteční hmotnosti a pohybuje se v rozsahu od několika milionů (10⁶) let (pro nejhmotnější) po biliony (10¹²) let (pro nejméně hmotné), což je mnohonásobně více než současný věk vesmíru.
Pojem „hvězda“ v užším významu označuje hvězdy hlavní posloupnosti, ve kterých probíhá termonukleární fúze. Délka tohoto „života“ hvězdy je nepřímo úměrná její velikosti, tedy ve větších hvězdách probíhají procesy intenzívněji a trvají kratší dobu. Zatímco vznik hvězdy je proces pozvolný, zániky hvězd probíhají různými dynamickými způsoby, které jsou původce nových kosmických objektů a zdrojem nukleosyntézy mnoha těžších prvků.
Vývoj hvězd nelze studovat sledováním života jedné hvězdy, protože většina změn probíhá příliš pomalu, než aby mohla být pozorována, většina vývojových změn není pozorovatelná ani v řádu staletí. Astrofyzika však došla k porozumění evoluce hvězd sledováním různých hvězd během různé fáze jejich vývoje a simulacemi hvězdných struktur pomocí počítačových modelů.

Časová přímka života slunce

## Vznik hvězd

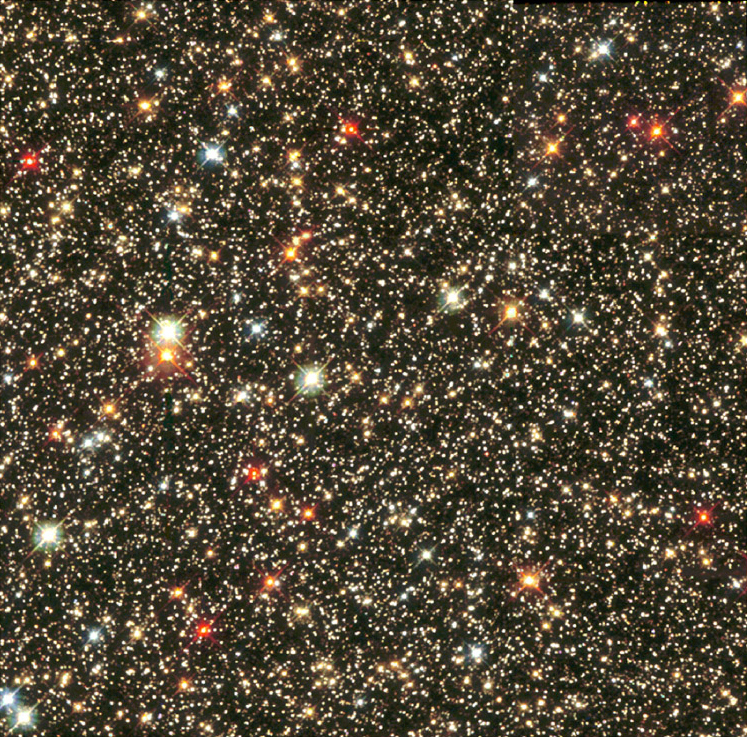
Husté pole hvězd v souhvězdí Střelce

Vývoj hvězd začíná gravitačním kolapsem obřího molekulárního mračna (GMC). Typickou velikostí GMC je zhruba 100 světelných let a hmotnost až 6 000 000 slunečních mas (1,2×1037 kg). Kolabující molekulární mračno obsahuje vláknitou strukturu s vyšší hustotou mezihvězdného materiálu, tzv. filamenty Ve filamentech vznikají gravitační jádra, z nichž se formují protohvězdy. V průběhu kolapsu uvolňuje hroutící se plyn gravitační potenciální energii ve formě tepla. Teplota a tlak vzrůstají, až se gravitační jádro zformuje do rotující koule superhorkého plynu nazývané protohvězda.
Protohvězdy, které mají menší hmotnost než asi 0,08 M⊙(1,6×1029 kg), nikdy nedosáhnou teploty potřebné k rozběhnutí jaderné fúze vodíku. Tyto objekty jsou známé jako hnědí trpaslíci. Hnědí trpaslíci mají hmotnost od třináctinásobku do asi 70násobku hmotnosti planety Jupiter. Po krátkou dobu v nich může probíhat pouze fúze prvků těžších než vodík (deuterium, lithium...), než se vyčerpají jejich zásoby.
Masivnější protohvězdy dosáhnou v jádru teploty okolo 10 miliónů Kelvinů, při které se zahájí jaderná fúze, nejprve deuteriua a lithia, později vodíku. Nástup jaderné fúze vede k poměrně rychlému ustavení hydrostatické rovnováhy. Ve hvězdách o hmotnosti do 1 M ☉ (2,0×1030 kg) probíhá fúze převážně v proton-protonovém cyklu, ve hvězdách o hmotnosti nad 1,3 M ☉ (2,0×1030 kg) převažuje CNO cyklus.

## Hvězdy hlavní posloupnosti
Hvězdy, které se v grafu svítivosti a barvy (teploty) hvězd zobrazují podél výrazné diagonální linie, se nazývají hvězdy hlavní posloupnosti. Jedná se o stabilní fázi vývoje hvězdy, která spaluje vodík. Stabilita je zajištěna hydrostatickou rovnováhou - proti gravitační síle působí tlak plynu zahřívaného termonukleární fúzí (proton-protonový cyklus nebo CNO cyklus), která v jádře hvězdy mění jádra vodíku (protony) na jádra hélia. Čím je hvězda větší, tím je tato vývojová fáze kratší, protože vlivem vyšší gravitace roste i tlak v jádře a tím i rychlost jaderných reakcí.

## Zánik hvězdy
Po spotřebování většiny vodíkového paliva hvězdou hlavní posloupnosti dochází ke ztrátě hydrostatické rovnováhy a další vývoj záleží na velikosti hvězdy.
Malé hvězdy nazývané červení trpaslíci spalují vodík tak pomalu, že jejich životnost je delší než dosavadní stáří vesmíru. Teoreticky se předpokládá, že zvýší svou povrchovou teplotu a vznikne modrý trpaslík, který se po vyhoření zbývající zásoby vodíku změní na bílého trpaslíka.
Větší hvězdy (včetně Slunce) reagují mnohonásobným zvětšením svého objemu, čímž vzniká červený obr. Fúze vodíku pokračuje ve vnějších vrstvách hvězdy, zatímco v jádře probíhá fúze helia (3-alfa reakce). Po skončení těchto fází hvězda odvrhne vnější vrstvy, které vytvoří tzv. planetární mlhovinu, a jádro hvězdy gravitačně zkolabuje za vzniku bílého trpaslíka. V této hvězdě již neprobíhá reakce, ale vyzařuje nashromážděnou energii, díky malému povrchu (velikost srovnatelná se Zemí) a vysoké hustotě po velice dlouhou dobu. Pokud bílý trpaslík navýší svoji hmotnost hmotou ze svého průvodce nad určitou mez, vznikne nova nebo supernova typu Ia, jinak se po vyzáření energie změní v černého trpaslíka.
Velké hvězdy se podobně změní v červeného veleobra. V jeho středu vznikají termonukleární fúzí další těžší prvky včetně železa. Díky vysoké vazební síle jeho jádra dojde po akumulaci železa ke gravitačnímu kolapsu a hvězda exploduje jako supernova za vzniku neutronové hvězdy nebo černé díry.